# 한국HIVAIDS감염인연합회KNP+
한국HIV/AIDS감염인연합회 KNP+는HIV/AIDS감염인 자조모임 연합체이다. 개인들의 참여로 운영되고 있으며 감염인의 삶의 질 향상, 진료 및 치료환경 개선, 그리고 감염인의 인권증진과 사회적 차별을 해소하기 위해 2012년에 설립되었다.

## 활동
현재 5개 감염인 자조모임이 참여하고 있다.
- HIVAIDS 감염인을 위한 사랑방을 운영한다
- 매년 초기 감염인을 위한 힐링캠프를 진행한다
- 의료차별 대응, 건강권 및 노동권 보장 활동을 한다.
- 후천성면역결핍증 예방법 제19조 전파매개행위죄 폐지 운동을 한다.
- HIV감염인 중심 돌봄 사업을 진행한다.